# Georges Van Tilt
Georges Van Tilt is een Belgisch voormalig motorcrosser.

## Levensloop
Van Tilt werd tweemaal Belgisch kampioen zijspancross en werd eenmaal tweede in het BK.

## Palmares
- Belgisch kampioenschap: 1966 en 1969
- Belgisch kampioenschap: 1968